# Vahanîci, Horodnea
Vahanîci (în ucraineană Ваганичі) este localitatea de reședință a comunei Vahanîci din raionul Horodnea, regiunea Cernihiv, Ucraina.

## Demografie
Componența lingvistică a localității Vahanîci
     Ucraineană (95,73%)
     Rusă (2,64%)
     Belarusă (1,42%)
Conform recensământului din 2001, majoritatea populației localității Vahanîci era vorbitoare de ucraineană (95,73%), existând în minoritate și vorbitori de rusă (2,64%) și belarusă (1,42%).